# Égriselles-le-Bocage
Égriselles-le-Bocage is een gemeente in het Franse departement Yonne (regio Bourgogne-Franche-Comté) en telt 1194 inwoners (2005). De plaats maakt deel uit van het arrondissement Sens.

## Geografie
De oppervlakte van Égriselles-le-Bocage bedraagt 24,0 km², de bevolkingsdichtheid is 49,8 inwoners per km².
De onderstaande kaart toont de ligging van Égriselles-le-Bocage met de belangrijkste infrastructuur en aangrenzende gemeenten.

## Demografie
Onderstaande figuur toont het verloop van het inwonertal (bron: INSEE-tellingen).